# Pimpinone
Pimpinone, TWV 21:15, é uma ópera cómica em 3 partes e 11 cenas, com música de Georg Philipp Telemann e libreto em alemão  de Johann Philipp Praetorius, sobre texto precedente de Pietro Pariati. A sua estreia foi feita no Theater am Gänsemarkt de Hamburgo, em 27 de setembro de 1725, como breve alívio entre os atos da adaptação que Telemann fez da ópera séria Tamerlano de Händel. 
O seu título completo é Die Ungleiche Heirat zwischen Vespetta und Pimpinone oder Das herrsch-süchtige Camer Mägden (O casamento desigual entre Vespetta e Pimpinone ou A dominante camareira). A obra está descrita como um Lustiges Zwischenspiel ("intermezzo cómico") em três partes. Telemann retoma o libreto que musicou Tommaso Albinoni quase vinte anos antes, através de uma versão em alemão para os recitativos, conservando para as árias o texto em italiano. Pimpinone teve muito êxito e marcou o caminho que seguiriam os intermezzi posteriores, em particular La serva padrona de Giovanni Battista Pergolesi. 
Esta ópera raras vezes se representa na atualidade; nas estatísticas do site Operabase aparece com somente 6 representações no período 2005-2010, sendo a 1.ª de Telemann.

## Personagens
| Papel     | Tessitura | Intérprete na estreia 27 de setembro de 1725 |
| --------- | --------- | -------------------------------------------- |
| Pimpinone | Baixo     | Johann Gottfried Riemschneider               |
| Vespetta  | Soprano   | Margaretha Susanna Kayser                    |

## Trama
Vespetta, a empregada, ganha a confiança do seu chefe, o velho Pimpinone, para que se case com ela. Uma vez casados, a sua natureza mordaz (o nome Vespetta significa "pequena vespa") domina completamente o marido.

## Gravações
- Pimpinone Mechtild Bach, Michael Schopper, La Stagione, dirigido por Michael Schneider (Deutsche Harmonia Mundi, 1993)
- Pimpinone oder Die ungleiche Heirat Erna Roscher, Reiner Süss, Staatskapelle de Berlim, dirigido por Helmut Koch (Berlin Classics)